# Medizinische Akademie „Carl Gustav Carus“

Emblem der Medizinischen Akademie Dresden

Die Medizinische Akademie Carl Gustav Carus war eine Medizinische Hochschule zur Ausbildung von Ärzten. Gegründet wurde sie am 1. September 1954 in Dresden, damals Bezirksstadt des Bezirks Dresden, seit der Deutschen Wiedervereinigung Hauptstadt des Freistaates Sachsen. Von Anbeginn an hatte sie das Promotions- und Habilitationsrecht. 1993 entstanden aus der Hochschule die Medizinische Fakultät und das Universitätsklinikum Carl Gustav Carus der Technischen Universität Dresden. In ihren 39 Jahren brachte die Akademie 6000 Ärzte hervor.

## Geschichte

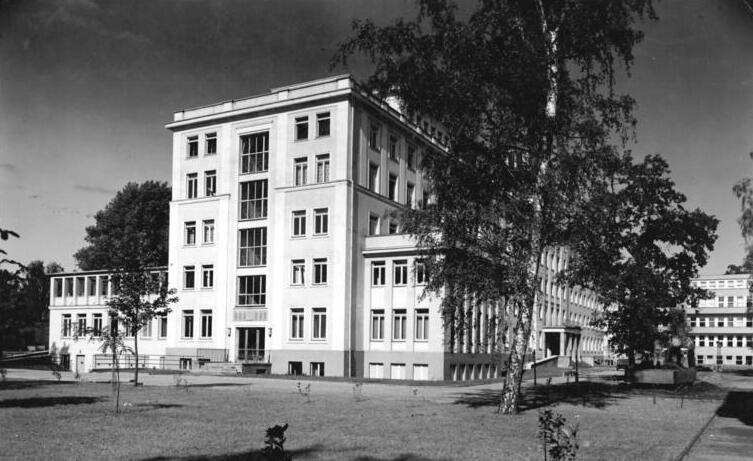
Chirurgische Klinik der Akademie (1959)

1748 war in Dresden das Collegium medico-chirurgicum gegründet worden. Die Königlich Chirurgisch-Medicinische Akademie, die von 1815 bis 1864 bestand, gilt als Vorläufer der Medizinischen Akademie. An ihr wirkten unter anderem Carl Gustav Carus, als Professor und Mitbegründer, sowie Johann Ludwig Choulant, als Professor und letzter Rektor. Während der Zeit des Nationalsozialismus gab es ab 1938 Pläne, in Dresden eine selbständige medizinische Hochschule einzurichten. Dieses Vorhaben scheiterte jedoch zunächst aus finanziellen Gründen und später infolge des Zweiten Weltkrieges.
Die Medizinische Akademie Dresden entstand 1954 mit der Medizinischen Akademie Erfurt und der Medizinischen Akademie Magdeburg; denn in der DDR fehlte es an medizinischen Ausbildungskapazitäten. Baulicher Ausgangspunkt der MedAk, wie das Krankenhaus auch heute noch oft genannt wird, war das seit 1901 bestehende Stadtkrankenhaus im Dresdner Stadtteil Johannstadt. Die Akademie erhielt bereits bei ihrer Gründung den Namen von Carl Gustav Carus. Wesentlichen Anteil an der Gründung der Dresdner Akademie, die zum Wintersemester 1954/1955 mit 71 Studenten und sieben Professoren den Lehrbetrieb aufnahm, hatten der Internist Wilhelm Christian Crecelius sowie der Chirurg Albert Fromme, der auch erster Rektor der Hochschule wurde.
Ausgebildet wurden an der MAD Ärzte und Zahnärzte im klinischen Teil ihrer Ausbildung nach dem Bestehen des ersten Abschnitts der ärztlichen Prüfung (Physikum). Aufgrund des seit 1923 in Dresden bestehenden „Instituts für zahnärztlichen Nachwuchs“ erfolgte die Ausbildung von Zahnärzten an der Medizinischen Akademie Dresden, anders als in Magdeburg und Erfurt, von Beginn an. Ein Studium im vorklinischen Bereich war zwar für beide Fächer geplant, wurde jedoch erst 1990 und damit kurz vor dem Ende des Bestehens der Hochschule realisiert. Bis dahin erfolgte die vorklinische Ausbildung der Dresdner Medizinstudenten an der Humboldt-Universität zu Berlin und die der Zahnmedizinstudenten ebenfalls an der Humboldt-Universität sowie an den Universitäten in Rostock, in Jena, in Halle und in Leipzig. Wie an allen Hochschulen der DDR gab es auch an der MAD ein Institut für Marxismus-Leninismus zur ideologischen Unterrichtung der Studenten, aber auch der wissenschaftlichen Mitarbeiter sowie der Dozenten und Professoren. Insgesamt verließen von 1954 bis 1993 rund 6000 Absolventen die Medizinische Akademie Dresden.
Im Oktober 1993 entstanden aus der Hochschule das Universitätsklinikum Carl Gustav Carus Dresden, das seit 1999 eine rechtlich eigenständige Anstalt des öffentlichen Rechts ist, und die Medizinische Fakultät der Technischen Universität Dresden.

## Persönlichkeiten
Rektoren der Medizinischen Akademie Dresden waren von 1954 bis 1956 der Chirurg Albert Fromme, von 1956 bis 1960 der Pathologe Horst-Günther Güttner (1912–1983), von 1960 bis 1964 der Pharmakologe Wolfgang Oelßner, von 1964 bis 1968 der Pathologe Heinz Simon (1922–1993), von 1968 bis 1974 der Sozialhygieniker Werner Schmincke (1920–2003), von 1974 bis 1978 erneut Heinz Simon, von 1978 bis 1983 der Chirurg Hans-Georg Knoch (1931–2010) und von 1983 bis 1989 der Pharmakologe Joachim Schmidt (* 1933). Nach der politischen Wende in der DDR übernahm von 1989 bis 1991 erneut Hans-Georg Knoch das Amt, letzter Rektor von 1991 bis 1993 sowie Gründungsdekan der Medizinischen Fakultät der Technischen Universität Dresden wurde der Psychiater und Neurologe Otto Bach (* 1937).
Bekannte Hochschullehrer waren unter anderem der Internist Wilhelm Christian Crecelius, die Chirurgen Hans Bernhard Sprung und Richard Kirsch, der Pädiater Georg Oskar Harnapp und Werner Ludwig, Sozialhygieniker und langjähriger Präsident des Deutschen Roten Kreuzes in der DDR. Der Orthopäde Jürgen Kleditzsch war 1990 der letzte Minister für Gesundheitswesen der DDR. Die Medizinerin Helga Schiffner (* 1938) war Fachärztin und Oberärztin für Anästhesiologie an der Medizinischen Akademie Dresden, leitete diese zweimal kommissarisch  und ab 1982 als Direktorin und wurde, 1981 habilitiert, 1985 auf den dortigen Lehrstuhl für Anästhesiologie berufen. Zu den Absolventen der Hochschule zählen die Mikrobiologin Hertha-Lore Borkhardt, die später Institutsdirektorin an der Medizinischen Akademie Magdeburg wurde, der Rechtsmediziner Dieter Krause, der nach seiner Facharztausbildung in Dresden ebenfalls als Institutsdirektor in Magdeburg fungierte, sowie der Radiologe Hans-Jürgen Eberhardt, der nach der Facharztausbildung in Dresden Professor an der Martin-Luther-Universität Halle-Wittenberg und der Technischen Universität Dresden war.